# Federica Sanfilippo
Federica Sanfilippo (Sterzing, 24 oktober 1990) is een voormalig Italiaanse biatlete.

## Carrière
Sanfilippo maakte haar wereldbekerdebuut in december 2013 in Hochfilzen. In februari 2015 scoorde ze in Antholz haar eerste wereldbekerpunten. Tijdens de wereldkampioenschappen biatlon 2015 in Kontiolahti eindigde de Italiaanse als elfde op de 15 kilometer individueel.
In december 2015 stond Sanfilippo in Östersund voor de eerste maal in haar carrière op het podium van een wereldbekerwedstrijd. Op de wereldkampioenschappen biatlon 2016 in Oslo eindigde ze als vijftigste op de zowel de 7,5 kilometer sprint als de 10 kilometer achtervolging, daarnaast eindigde ze als 58e op de 15 kilometer individueel.
In 2023 is ze abrupt gestopt met Biatlon vanwege onenigheid met leiding van het Biatlonteam.

## Resultaten

### Olympische Winterspelen
| Jaar | Plaats      | Onderdeel   | Onderdeel | Onderdeel     | Onderdeel  | Onderdeel | Onderdeel          |
| Jaar | Plaats      | Individueel | Sprint    | Achtervolging | Massastart | Estafette | Gemengde estafette |
| ---- | ----------- | ----------- | --------- | ------------- | ---------- | --------- | ------------------ |
| 2018 | Pyeongchang | –           | 69e       | –             | –          | 9e        | –                  |

### Wereldkampioenschappen
| Jaar | Plaats            | Onderdeel   | Onderdeel | Onderdeel     | Onderdeel  | Onderdeel | Onderdeel          | Onderdeel                 | Onderdeel |
| Jaar | Plaats            | Individueel | Sprint    | Achtervolging | Massastart | Estafette | Gemengde estafette | Single gemengde estafette |           |
| ---- | ----------------- | ----------- | --------- | ------------- | ---------- | --------- | ------------------ | ------------------------- | --------- |
| 2015 | Kontiolahti       | 11e         | –         | –             | –          | –         | –                  |                           |           |
| 2016 | Oslo Holmenkollen | 58e         | 50e       | 50e           | –          | –         | –                  |                           |           |
| 2017 | Hochfilzen        | 54e         | 5e        | 17e           | 21e        | 5e        | –                  |                           |           |
| 2019 | Östersund         | –           | 34e       | 39e           | –          | 10e       | –                  | –                         |           |
| 2020 | Antholz           | 41e         | 45e       | 33e           | –          | 10e       | –                  | –                         |           |

### Wereldkampioenschappen junioren
| Jaar | Plaats     | Onderdeel   | Onderdeel | Onderdeel     | Onderdeel |
| Jaar | Plaats     | Individueel | Sprint    | Achtervolging | Estafette |
| ---- | ---------- | ----------- | --------- | ------------- | --------- |
| 2010 | Torsby     | 32e         | 23e       | 31e           | –         |
| 2011 | Nové Město | 41e         | 58e       | DNS           | –         |

### Wereldbeker
Eindklasseringen
| Seizoen   | Algemeen | Individueel | Sprint | Achtervolging | Massastart |
| --------- | -------- | ----------- | ------ | ------------- | ---------- |
| 2014/2015 | 64e      | 33e         | 65e    | 79e           | –          |
| 2015/2016 | 37e      | 22e         | 30e    | 68e           | 43e        |
| 2016/2017 | 29e      | –           | 16e    | 33e           | 31e        |
| 2017/2018 | 50e      | –           | 51e    | 47e           | 45e        |
| 2018/2019 | 42e      | –           | 41e    | 38e           | 44e        |
| 2019/2020 | 57e      | 55e         | 48e    | 66e           | –          |

Wereldbekerzeges
| Nr.        | Datum            | Plaats     | Onderdeel        |
| Estafettes | Estafettes       | Estafettes | Estafettes       |
| ---------- | ---------------- | ---------- | ---------------- |
| 1.         | 13 december 2015 | Hochfilzen | 4x6 km estafette |
| 2.         | 16 december 2018 | Hochfilzen | 4x6 km estafette |